# Seyðabrævið

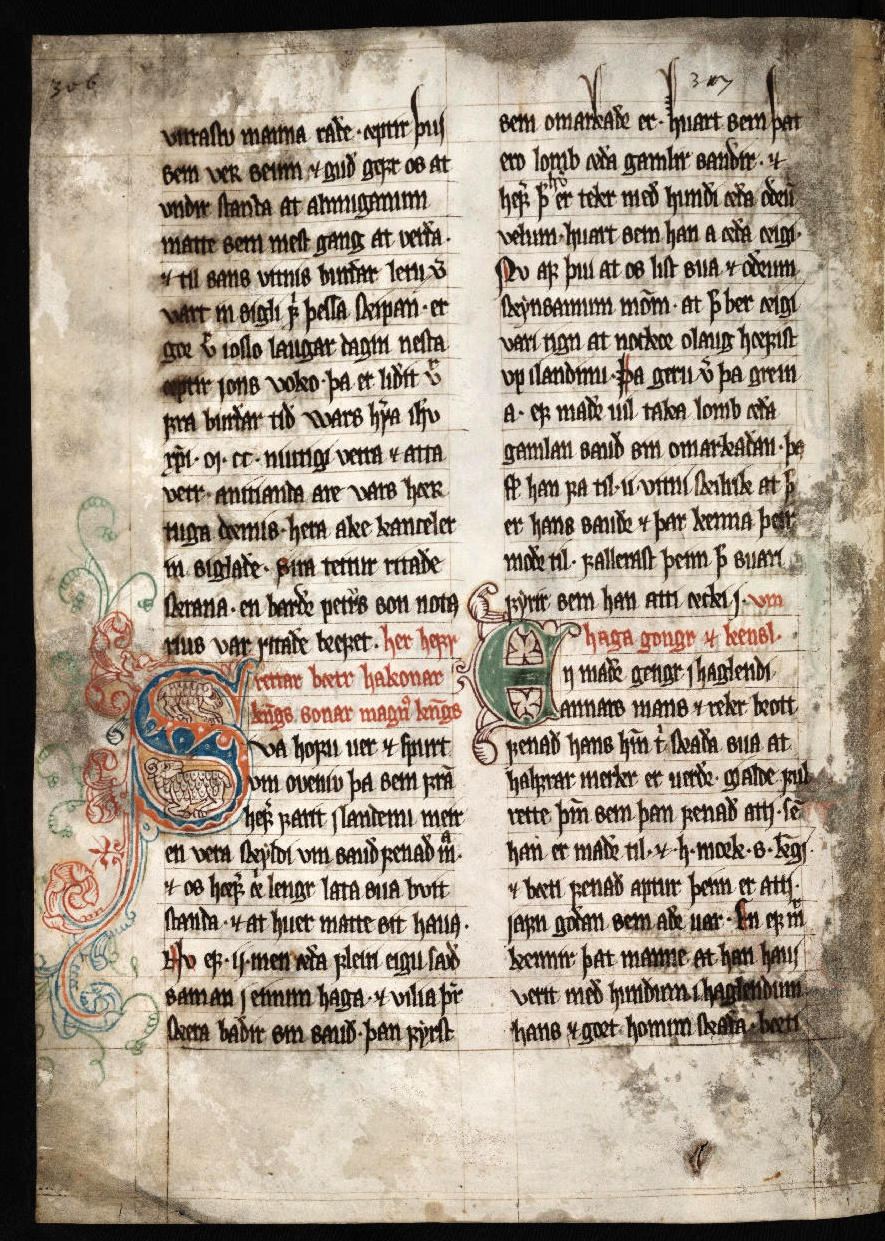
Detalle del manuscrito Seyðabrævið.

Seyðabrævið (del feroés: Carta de las ovejas; nórdico antiguo: sauðabréfit) es el códice de leyes más antiguo de las Islas Feroe. Se usó para regular principalmente las transacciones económicas del archipiélago y resaltan las regulaciones para la caza de ballenas, el uso de la tierra, la protección de los pequeños granjeros, siervos fugitivos o el capital básico necesario para fundar una hacienda familiar. Estuvo en vigor desde el 24 de junio de 1298 cuando fue aprobado por el Løgting (parlamento feroés) hasta el año 1866 con la entrada de un nuevo códice que incluía muchas de las antiguas disposiciones.